# Magaz de Abajo
Magaz de Abajo es una localidad española que forma parte del municipio de Camponaraya, en la comarca del Bierzo, provincia de León, comunidad autónoma de Castilla y León.

## Situación
Magaz de Abajo se encuentra a la altitud media de 510 metros sobre el nivel del mar. La localidad está rodeada por ligeras elevaciones del terreno. A aproximadamente 1 km del centro de la localidad transcurre la Autovía del Noroeste o A-6.
Al sur de la localidad se encuentran Camponaraya y Narayola; al norte, Magaz de Arriba; al oeste, Cacabelos; y al este, La Válgoma.

## Historia

### SigloXVIII. El camino real de Carlos III
El Camino Real entre Madrid y La Coruña fue en su época una obra de gran magnitud, impulsada por el rey Carlos III de España. Años después de la construcción de esta 'carretera', como ya se la denominaba entonces, militares franceses e ingleses, que se enfrentaron en España durante la ocupación napoleónica, calificaron esta vía como la calzada de Europa más "bella y sólida", según narran diversos historiadores. 
La Corona financió esta red radial, siendo la primera vez en España que las comunicaciones se convertían en un asunto de Estado. 
El camino transcurre por la zona del Castro del pueblo, entre las viñas.

### SigloXIX
Así se describe a Magaz de Abajo en la página 18 del tomo XI del Diccionario geográfico-estadístico-histórico de España y sus posesiones de Ultramar, obra impulsada por Pascual Madoz a mediados del siglo XIX:

MAGAZ DE ABAJO

Lugar en la provincia de León (17 leguas), partido judicial de Villafranca del Vierzo (2), diócesis de Astorga (10), audiencia territorial y capitanía general de Valladolid (36), ayuntamiento de Camponaraya.
Situado en el centro del Vierzo, junto a la carretera de Madrid a la Coruña; su clima es benigno y sano; solo se padecen comúnmente alguna que otra terciana.
Tiene unas 56 casas; escuela de primeras letras durante el invierno, dotada con 160 reales y 1 ó 2 libras de pan mediado por cada uno de los 20 niños que la frecuentan; iglesia anejo de Cortiguera, dedicada a San Juan Evangelista; una ermita (Santiago); y buenas aguas potables.
Confina N Magaz de Arriba; E Herbededo; S Valgoma, y O Cacabelos, a 1/2 legua el más distante.
El terreno es de buena calidad en su mayor parte. Hay un monte poblado de roble.
Además de los caminos locales, cuenta la mencionada carretera de Madrid a la Coruña; recibe la correspondencia de Cacabelos.
Producciones: trigo, centeno, cebada, patatas, legumbres, hortaliza, vino y pastos; cría ganados y caza de codornices, perdices y liebres.
Industria: un molino harinero que solo trabaja durante el invierno, y algunos telares de lienzos caseros que regularmente venden en los mercados de las poblaciones inmediatas.
Población: 52 vecinos, 262 almas.

Contribución: con el ayuntamiento.

### SigloXX. La Guerra Civil y la Represión franquista

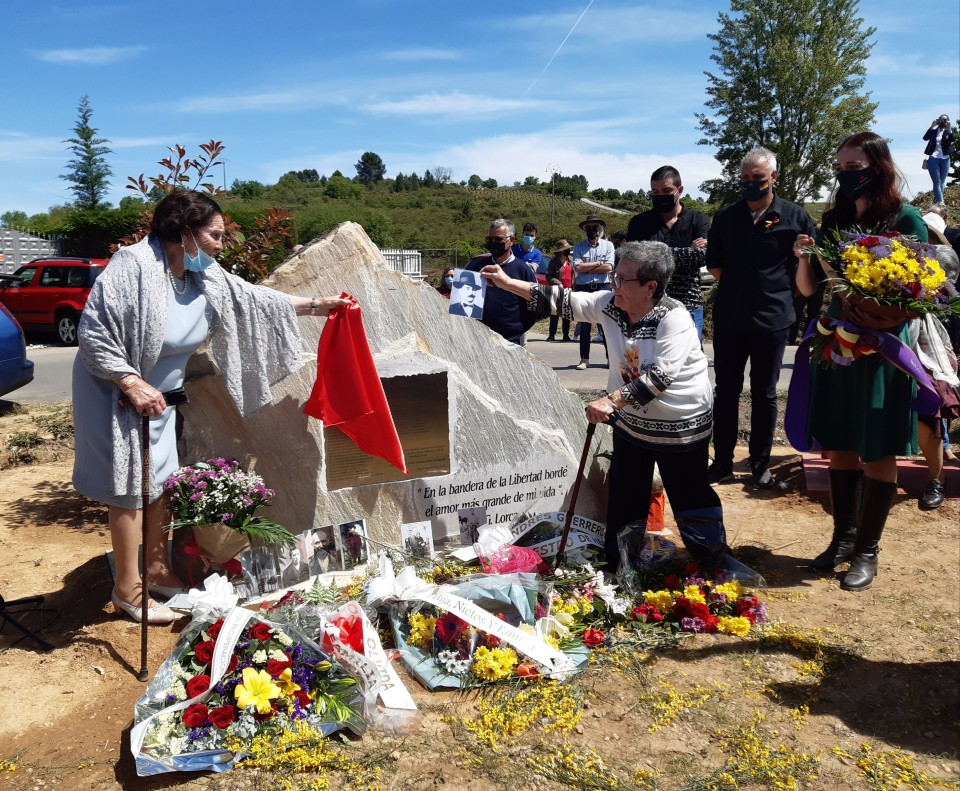
Inauguración del monolito que se encuentra a la entrada del pueblo, en el lugar donde siguen enterrados los represaliados. Mayo de 2021

El pueblo de Magaz de Abajo fue escenario de varios fusilamientos durante la represión franquista, es por ello que en la entrada del pueblo hay un pequeño jardín-memorial, con el nombre de todas las personas asesinadas en el lugar. 
Dicho memorial se sitúa encima de dos fosas comunes que todavía se conservan en el pueblo, en las que no se sabe cuánta gente hay enterrada exactamente. Entre el 24 y el 30 de julio de 2008 la ARMH llevó a cabo la exhumación de unos restos localizados.
En el año 2023 fue estrenado un documental titulado “La Curva”, realizado por la periodista berciana Julia Abad, en el que se cuenta la historia del lugar a través de testimonios de expertos y familiares. 

## Demografía
En cuanto a la población, en los últimos años se puede observar un descenso de los habitantes, provocado por el envejecimiento de la población y la creciente tendencia de éxodo rural.  
A 1 de enero de 2022, Magaz de Abajo contaba con 503 habitantes, de los cuales 242 eran hombres y 261, mujeres.
| Gráfica de evolución demográfica de Magaz de Abajo entre 2000 y 2022 |
|                                                                      |
| Población de derecho (2000-2022) según el padrón municipal del INE   |

## Patrimonio

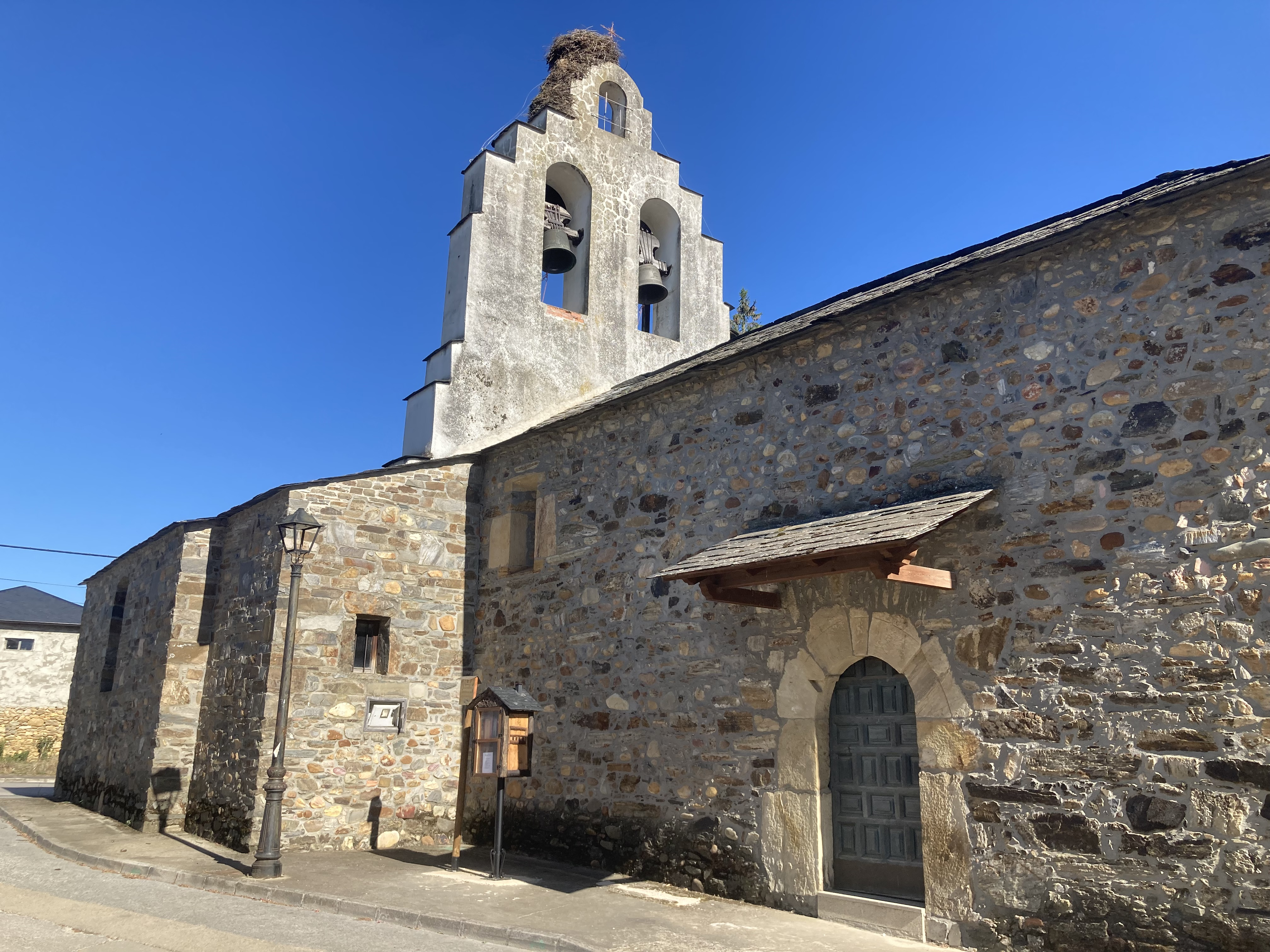
Iglesia de San Juan Bautista en Magaz de Abajo

En Magaz de Abajo se encuentra la ermita o iglesia de San Juan Bautista; del siglo XVII, que después de unas obras de restauración se ha convertido en centro cultural para el uso de todos los vecinos del pueblo.
Además, en archivos históricos se han encontrado indicios de la existencia de un monasterio de monjes que existió hace un siglo y medio aproximadamente.
Antiguamente, el pueblo recibía el nombre de Magaz de Yuso y se situaba más próximo a Magaz de Arriba, en la elevación de El Castro.

## Fiestas
El pueblo celebra como fiesta patronal principal, las fiestas de Santa Elena, el último fin de semana de abril. Curiosamente, lo que en un inicio se festejaba en el pueblo es la fiesta de la Santa Cruz el 1 de mayo. Según la Biblia, Santa Elena fue la descubridora de la cruz donde murió Jesús de Nazaret y por lo tanto, el pueblo ha adoptado a dicha santa como su patrona. 
- Último fin de semana de abril: Santa Elena[5]
- 27 de diciembre: San Juan Evangelista[5]

## Camino Olvidado a Santiago

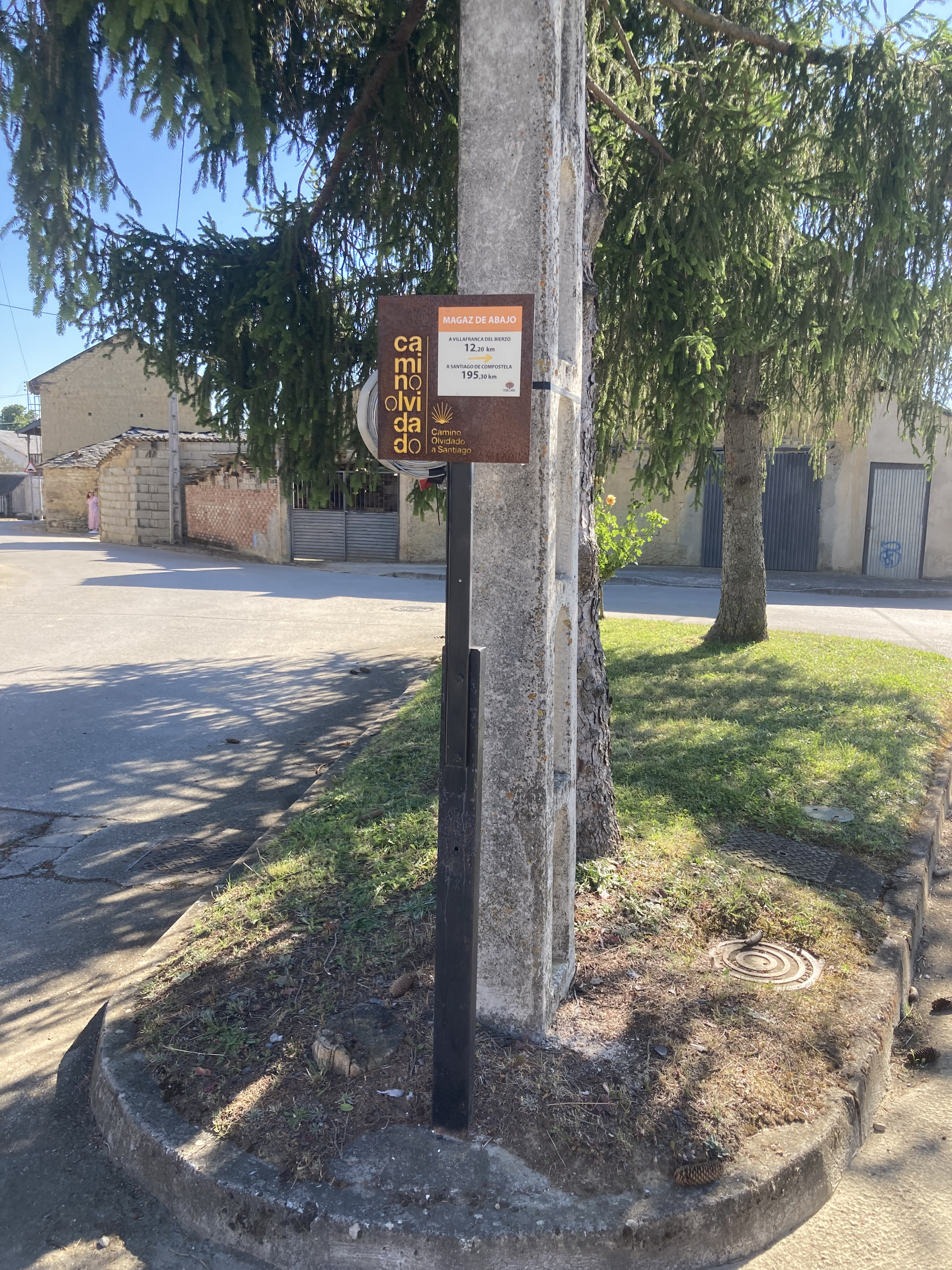
Señalización del Camino Olvidado a Santiago a su paso por Magaz de Abajo

El Camino Olvidado es una ruta jacobea que discurre por el norte de España, desde Bilbao hasta Villafranca del Bierzo. Es una de las rutas más antiguas del Camino de Santiago, pero su uso se fue perdiendo a partir del siglo XIII, debido al auge del Camino de Santiago francés.
Esta antigua ruta también efectúa su paso por el pueblo de Magaz de Abajo, en su etapa n.º 22. Desde aquí hay 12 kilómetros hasta Villafranca del Bierzo y 195 hasta Santiago de Compostela.

## Personas destacadas
- Eduardo Morán Pacios (1963): político, presidente de la Diputación Provincial de León desde 2019.